# ASTRA (Rumänien)

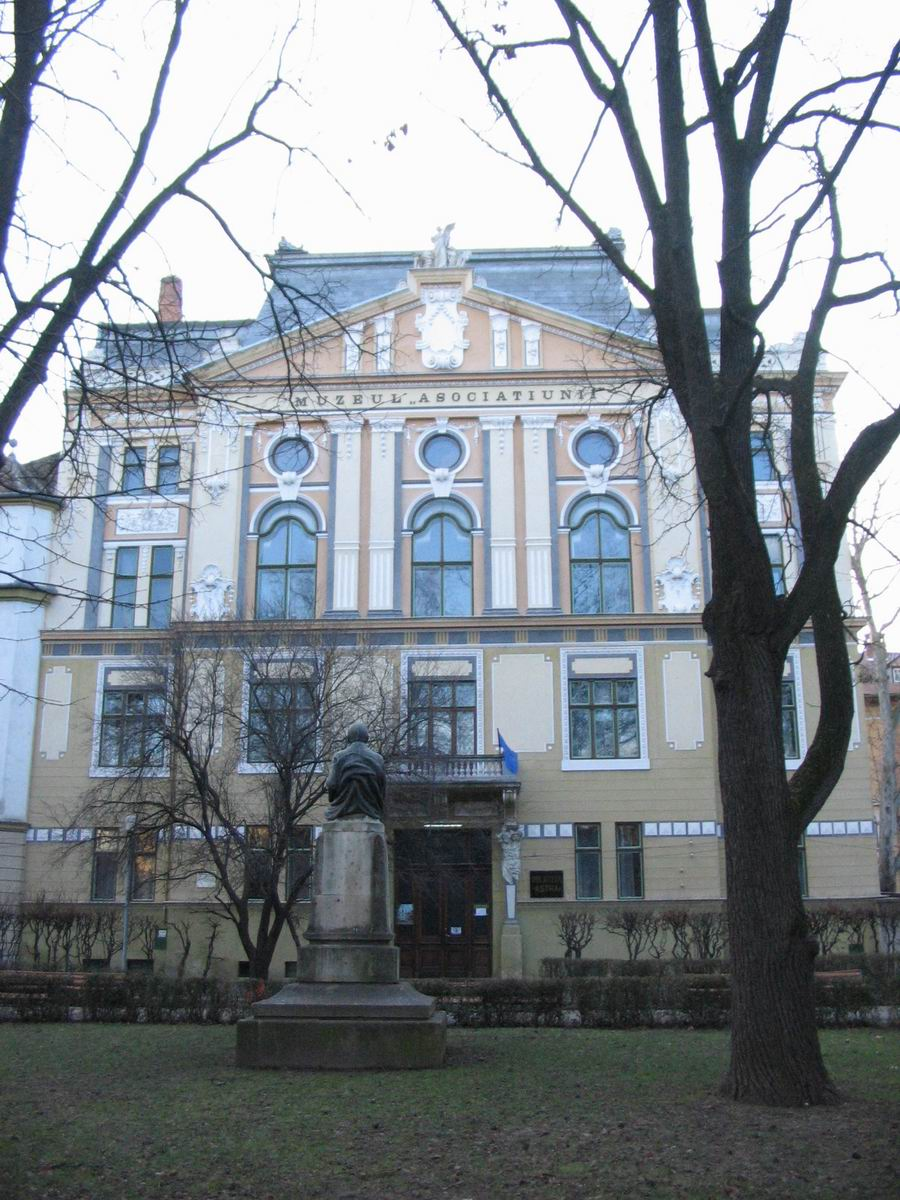
ASTRA-Stammhaus in Sibiu

Die Asociația Transilvană pentru Literatura Română și Cultura Poporului Român kurz ASTRA (Transsilvanische Vereinigung für rumänische Literatur und die Kultur des rumänischen Volkes) wurde am 4. November 1861 gegründet und spielte eine tragende Rolle zur kulturellen und politischen Emanzipation der Rumänen in Siebenbürgen und darüber hinaus. Diese Assoziation besteht bis heute fort.

## Geschichte

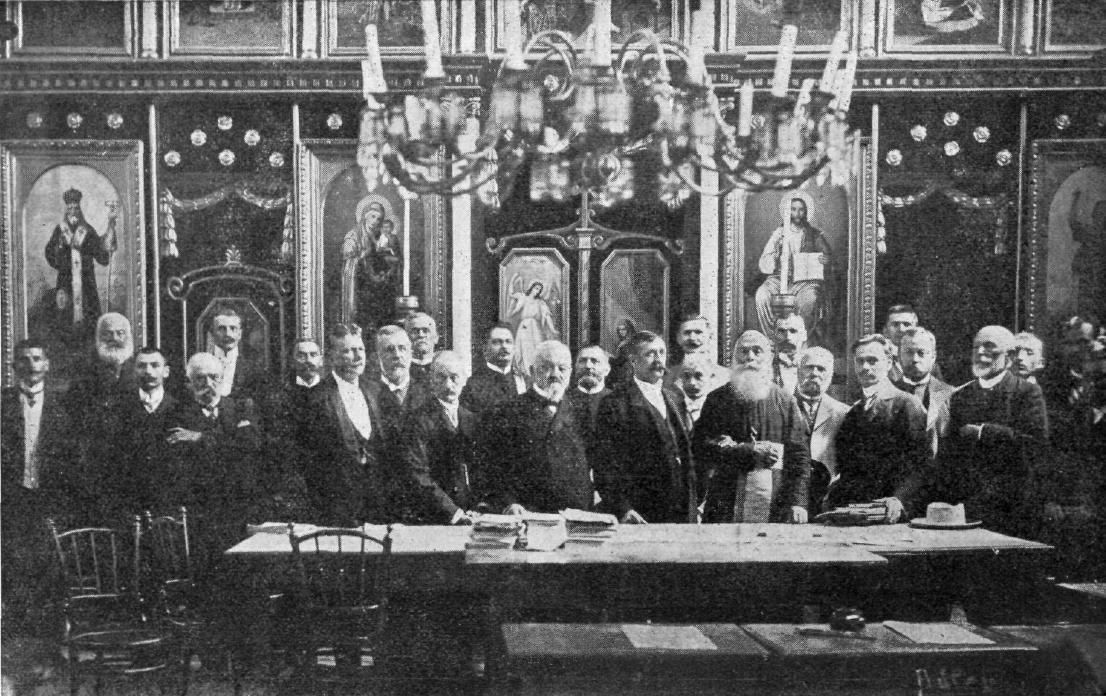
Generalversammlung der ASTRA in Șimleu Silvaniei, August 1908

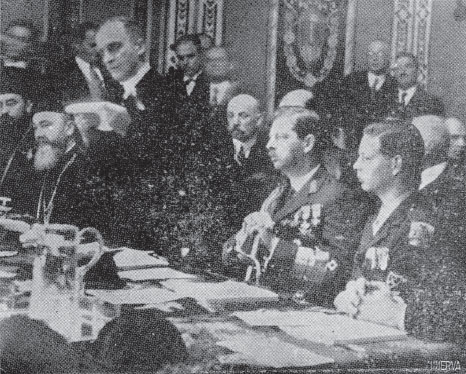
Carol II und Kronprinz Michael, 75 Jahre Astra, 1936

ASTRA wurde von einer Gruppe intellektueller Rumänen gegründet. Dazu trafen sich 212 vorab registrierte Persönlichkeiten zur Gründungsversammlung in Hermannstadt am 4. November 1861, wählten den Metropoliten Andrei Șaguna zum Präsidenten, den Historiker und griechisch-katholischen Theologen Timotei Cipariu zum Vizepräsidenten sowie den Historiker, Philologen und Journalist George Barițiu zum Chefsekretär und begannen ihre Statuten festzulegen. Schwerpunkte der Satzung des Vereins, die am 7. November 1861 einstimmig beschlossen wurde, waren unter anderem die Förderung der rumänischen Literatur und Kultur des rumänischen Volkes durch Studien, die Ausarbeitung und Veröffentlichung von Werken und eine Unterstützung durch Preise und Stipendien für die verschiedenen Fachbereiche der Wissenschaften und Künste. Weiters wurde festgelegt, dass neben den drei oben angegebenen Hauptämtern noch ein Vizesekretär, ein Bibliothekar, ein Archivar, ein Kassier und ein Prüfer den Vorstand ergänzen sollten. Alle wurden für drei Jahre gewählt.
Am 7. Februar 1895 beschloss das Vorstandkomitee der ASTRA die Ausarbeitung und Herausgabe einer rumänischen Enzyklopädie (Enciclopedia Română), unter Leitung des Historikers und Publizisten sowie Direktors mehrerer Zeitungen und Zeitschriften Corneliu Diaconovici. Das Werk wurde in drei Bänden zwischen 1898 und 1904 veröffentlicht und erfüllte lange eine Doppelfunktion, nämlich die Darstellung der kulturellen und politischen Geschichte des rumänischen Volkes.
Im Rahmen dieser Vereinigung konzentrierte sich zur Jahrhundertwende die intellektuelle Elite der siebenbürgischen Rumänen. Im Jahr 1897 verfügte das Zentralkomitee der ASTRA die Gründung der „Casa Națională“ (National-Haus) die Etablierung von Kultureinrichtungen, die ihre eigenen Bibliotheken, Museen organisieren und über finanzielle Mittel für die Organisation bildungsfördernder und nationalkultureller Aktivitäten verfügen sollten. Auf dieser Basis entstanden zügig zahlreiche regionale Filialen der ASTRA, die eine wichtige Rolle in der Verbreitung rumänischer Kultur und Politikinteressen spielten. Im Jahr 1913 existierten bereits 85 solcher Niederlassungen.
1906 sorgte die Organisation für die Verlegung der zuvor in Budapest erschienenen Zeitschrift für Kultur, Zivilisation, Literatur und Kunst „Luceafǎrul“ (1902) nach Hermannstadt. Die erste Ausgabe vor Ort erschien am 15. Oktober des Jahres. Bis zur Wiedervereinigung war die Vereinigung beseelt von der Sehnsucht eine Nation mit dem Mutterland zu werden und ordnete all ihre Ziele diesem Wunsch unter. Danach wurde ASTRA im In- und Ausland weiter ausgebaut.
Bei der Generalversammlung in Blaj unter Leitung des Präsidenten Iuliu Moldovan, einem Professor der Medizin an der Universität Cluj, fanden die Feierlichkeiten zum 75. Gründungsjubiläum am 20. September 1936 statt, an denen neben zahlreichen anderen Ehrengästen, auch König Carol II von Rumänien und Kronprinz Michael teilnahmen.
Als 1947 – das Land war bereits fest in kommunistischer Hand – der Großwardeiner Bischof Nicoale Popoviciu den Vorsitz übernahm, hatte dieser nur wenig Zeit zu versuchen, die moralischen, körperlichen und physischen Wunden, die der Krieg aufgerissen hatte zu heilen; denn bereits 1948 verfügten die neuen Machthaberseine Absetzung und die vorläufige Auflösung der Vereinigung. Popoviciu widersetzte sich nach Kräften der Anordnung und musste seinen Mut mit dem Leben bezahlen. Erst nach 1960 durfte man wieder über die Bedeutung der ASTRA in der Geschichte der Rumänen sprechen, auch wurden bedeutende Arbeiten wieder veröffentlicht. Valentin Bilț gründete eine erste neue Niederlassung in Târgu Lăpuș. Zwischen dem 29. und 31. August 1986 fand in Sibiu und Săliște die Session „125 Jahre seit der Gründung der ASTRA“ statt, wobei auch der damalige Metropolit von Siebenbürgen Antonie Plămădeală – 1992 Ehrenmitglied der Rumänischen Akademie – teilnahm.
Nach der erfolgreichen Revolution gegen die Ceaușescudiktatur wurde bereits Anfang 1990 die Organisation von alten Mitstreitern und jungen Intellektuellen wieder ins Leben gerufen und im April die erste Generalversammlung nach 47 Jahren in Sibiu abgehalten.
2011 waren 53 ASTRA-Niederlassungen in Rumänien, 14 Niederlassungen in der Republik Moldau, fünf in Serbien und zwei Filialen in der Ukraine. Zu den aktivsten Filialen zählen Mihail Kogălniceanu in Iași, Timotei Cipariu in Blaj, Orăștie und Năsăud sowie Ioan Sârbu in Criuleni und Valul lui Traian in Tighina.

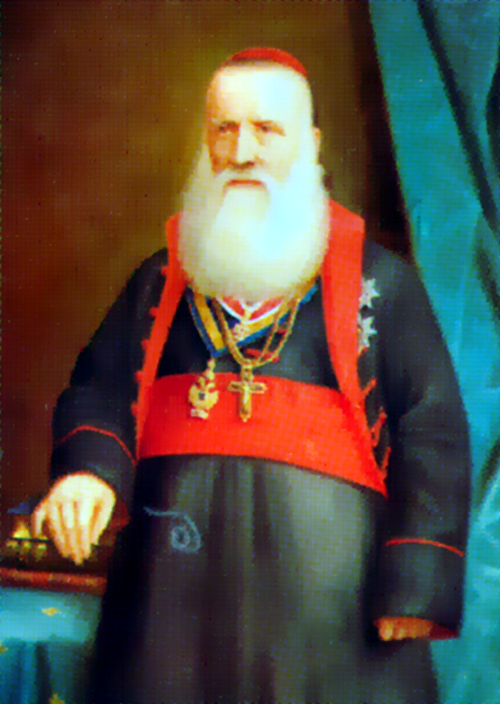
Andrei Șaguna
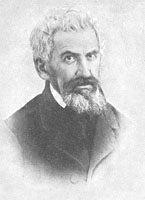
Timotei Cipariu
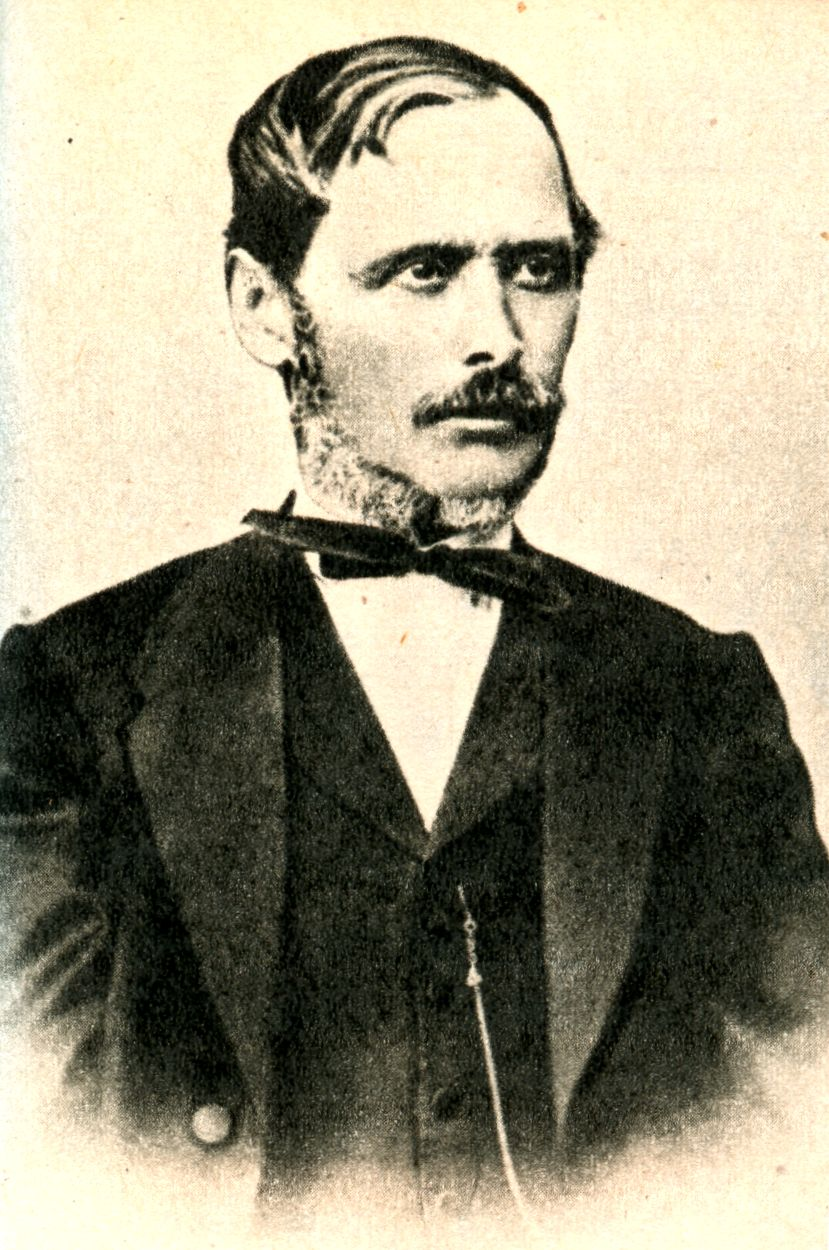
George Bariț
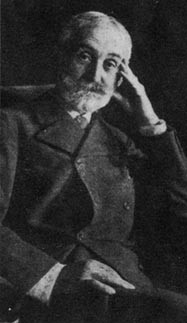
Alexandru Mocsonyi
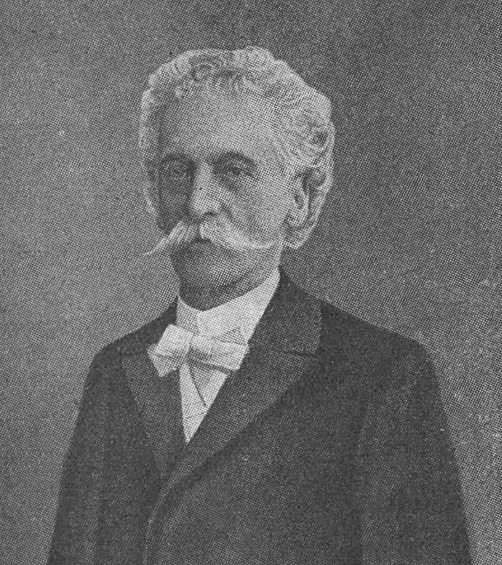
Iosif Sterca-Șuluțiu
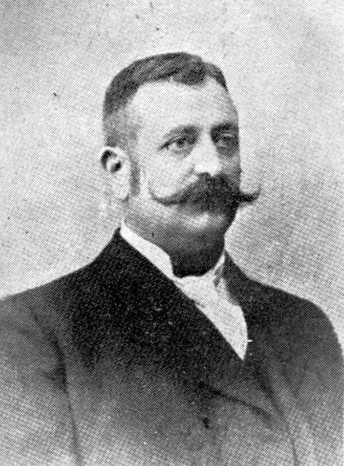
Andrei Bârseanu

## Die Präsidenten
Die Präsidenten seit der Gründung des Verbands:
- Andrei Șaguna (1861–1867)
- Vasile Ladislau Pop (1867–1875)
- Iacob Bologa (1875–1877)
- Timotei Cipariu (1877–1887)
- George Barițiu (1888–1893)
- Ioan Micu-Moldovan (1893–1901)
- Alexandru Mocsonyi (1901–1904)
- Iosif Sterca-Șuluțiu (1904–1911)
- Andrei Bârseanu (1911–1922)
- Vasile Goldiș (1927–1932)
- Iuliu Moldovan (1932–1947)
- Nicolae Popoviciu (1947–1948)
- Dumitru Abrudan (1990–1992)
- Dumitru Acu – seit 1992

## Publikationen der ASTRA (Auswahl)
- Transilvania, editiert in Brașov (1. Januar 1868 – 15. Dezember 1878), sodann in Sibiu (1. Januar 1881–1946), erscheint nach einigen Unterbrechungen auch heute wieder in Sibiu
- Analele Societății Academice Române, erschien erstmals 1868 in Bukarest in jährlichen Ausgaben, beinhaltend die Sitzungsberichte, Mitteilungen, gehaltenen Konferenzen sowie der Wahlen der Führungsgremien und jährlichen Auszeichnungen der Rumänischen Akademie
- Tribuna, erschien in Sibiu vom 14. April 1884 bis zum 16. April 1903, wurde in den ersten Jahren von Ioan Slavici unter Mitarbeit von George Coșbuc geleitet